# Ковалевский, Аркадий Макарович
Арка́дий Мака́рович Ковале́вский (28 января 1897, им.  Шкильбан, Витебская губерния, Российская империя — 30 июня 1944, Борисовский район, Минская область, БССР, СССР) — советский военачальник, полковник (17.02.1936).

## Биография
Родился 28 января 1897 года в имении Шкильбан, ныне в Вилякском крае Латвии. Русский. До службы в армии  с 1906 года учился в Двинском реальном училище.

#### Первая мировая война и революция
В июне 1915	года  поступил юнкером в 1-ю Киевскую школу прапорщиков, после ее окончания с октября служил младшим офицером в 66-м пехотном запасном батальоне в городе Рославль и Ярославль. В феврале 1916 года переведен командиром маршевой роты в 36-й пехотный запасной батальон в город Гжатск. В конце месяца за протесты по поводу избиения младшими унтер-офицерами солдат его роты был отстранен и откомандирован на Западный фронт, где воевал в 1-й и 5-й армиях в составе 71-го пехотного Белёвского полка 18-й пехотной дивизии. После Октябрьской революции в ноябре 1917 года избран начальником учебной команды, в том же полку был также членом ротного комитета. По демобилизации с марта 1918 года служил начальником участка городской милиции городе Луга Петроградской губернии.

#### Гражданская война
В Гражданскую войну 6 августа 1918 года Ковалевский добровольно вступил в РККА и был назначен зав. всевобуча района в городе Витебск. С 23 января 1919 года служил на Витебских командных курсах командиром взвода, полуроты, роты и батальона. В их составе летом участвовал в боях против войск генерала А. И. Деникина на Южном фронте. В сентябре курсы были переведены в городе Оренбург и переименованы в 26-е Оренбургские пехотные, затем в 18-ю пехотную Оренбургскую школу. В составе последней в июле — августе 1920 года принимал участие в подавлении Сапожковского антисоветского восстания, в марте — апреле 1922 года в качестве командира Оренбургского сводного отряда военно-учебных заведений — в ликвидации банд Серова в Оренбургской и Уральской областях.

#### Межвоенные годы
После войны с октября 1923 года Ковалевский командовал батальоном в 12-й Симбирской пехотной школе, переименованной позже в 12-ю пехотную Краснознаменную школу им. В. И. Ленина. С сентября 1925 года по ноябрь 1926 года одновременно прошел переподготовку на курсах «Выстрел». В сентябре 1930 года переведен на должность командира 12-го отдельного территориального батальона в городе Стерлитамак. В мае 1931 года назначен командиром 64-го стрелкового полка 22-й Краснодарской Краснознаменной стрелковой дивизии СКВО. В сентябре — декабре 1937 года состоял в распоряжении Управления по командно-начальствующему составу РККА, с исполнением обязанностей начальника курсов младших лейтенантов при штабе 9-го стрелкового корпуса СКВО в городе Краснодар. В апреле 1938 года назначен начальником Архангельских КУКС запаса ЛВО, переименованных после передислокации в 1940 года в Грязовецкие пехотные КУКС запаса. Член ВКП(б) с 1939 года.  В марте 1941 года назначен заместителем командира 88-й стрелковой дивизии АрхВО.

#### Великая Отечественная война
26 июня 1941 года полковник  Ковалевский  был назначен командиром 29-й запасной стрелковой бригады в городе Вологда. В короткий период сформировал её и менее чем через месяц она дала фронту первые маршевые батальоны. К октябрю 1943 года бригада приняла и обучила свыше 400 тыс. человек рядового состава, отправила из этого контингента на фронт до тысячи маршевых рот. Указом ПВС СССР от 12.11.1943 он был награжден орденом Красной Звезды. 
С декабря 1943 года по 23 марта 1944 года находился на учебе в Высшей военной академии им. К. Е. Ворошилова, затем был направлен на Западный фронт и с 29	марта допущен к командованию 192-й стрелковой дивизией 2-го формирования. Ее части в это время в составе 31-й армии Западного фронта (с 23 апреля — 3-го Белорусского) занимали оборону на рубеже Ольховка, Осинстрой. 25 июня 1944 года дивизия перешла в наступление и участвовала в Белорусской, Витебско-Оршанской наступательных операциях. Ее части форсировали реку Оршица и перерезали ж.-д. линии Орша — Смоленск и Орша — Витебск. 27 июня они ворвались в город Орша и очистили его от противника. За эти бои приказом ВГК от 06.07.1944 ей было присвоено наименование «Оршанская». Продолжая преследовать противника, 30	июня дивизия вышла к реке  Березина в районе деревни Большая Ухолода Борисовского района Минской области Белоруссии и форсировала её. Лично руководя переправой дивизии, полковник Ковалевский был смертельно ранен, 
в этот же день 30 июня 1944 года скончался  после операции в 153‑м отдельном медсанбате. 1 июля 1944 года был похоронен на импровизированном кладбище, устроенном близ центрального входа в городской парк в городе Борисов.
Во второй половине 1940‑х, в период повсеместного упорядочения мест погребений павших советских солдат и офицеров, прах комдива с присущими в подобных случаях почестями был торжественно перезахоронен в братской могиле на Новоборисовском кладбище (г. Борисов, ул. 8-го Марта), где ныне расположен воинский мемориальный комплекс включённый в государственный список историко-культурных ценностей Республики Беларусь.
За время  войны комдив Ковалевский был два раза персонально упомянут в благодарственных в приказах Верховного Главнокомандующего.

## Награды
- орден Красного Знамени (02.07.1944)[9]
- орден  Отечественной войны I степени  (04.07.1944)[10]
- орден Красной Звезды (12.11.1943)[11]

Приказы (благодарности) Верховного Главнокомандующего в которых отмечен А. М. Ковалевский.
- За овладение городом и оперативно важным железнодорожным узлом Орша — мощным бастионом обороны немцев, прикрывающим минское направление. 27 июня 1944 года. № 121.
- За форсирование реки Березина, и овладение штурмом городом и крупным узлом коммуникаций Борисов — важным опорным пунктом обороны немцев, прикрывающим подступы к Минску. 1 июля 1944 года. № 126.

## Память
- В честь полковника А. М. Ковалевского в городе Борисов названа улица, а 1 июля 1983 года на стене дома № 2 по данной улице была установлена  мраморная плита в его честь[5].